# Original Jazz Classics
Original Jazz Classics is een Amerikaans reissue-platenlabel voor jazz-platen. Het werd in 1982 opgericht door Fantasy Records met het doel klassieke jazzalbums van haar labels (onder meer Prestige, Riverside Records, Milestone Records en Contemporary Records) opnieuw uit te brengen, in de originele hoezen met liner-notes. Er zijn inmiddels meer dan duizend albums opnieuw uitgebracht. Een zuster-label is Original Blues Classics. Het label is eigendom van de Concord Music Group.